# Union de la jeunesse arménienne Maccabi Paris Métropole
Maillots
Actualités
Le Maccabi Paris métropole est un club français de football fondé en 2012 avec la fusion de l'UJA Alfortville et de la section football du SC Maccabi Paris. Le Maccabi évolue actuellement en Coupe de France sans être inscrit en championnats et joue actuellement au stade Alain Mimoun à la Porte Dorée et au stade Léo-Lagrange, au sud-est de Paris près du bois de Vincennes.

## Histoire

### Origines (1926-1997)
L'UJA Alfortville est fondé en 1926 par la communauté arménienne d’Alfortville. Il reste un modeste club départemental jusqu'aux années 1990. 
En 1993, Gilles Baudu, patron du journal d'annonces gratuites Paris Paname, en devient le président.
Le Maccabi Paris est créé en 1947 en tant que club de sport social de la communauté juive parisienne.

### Une progression de champion (1997-2010)

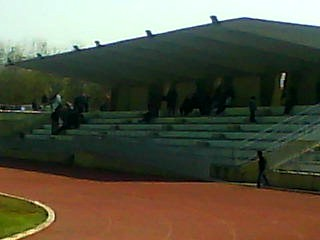
La tribune principale du Parc interdéparmental des sports de Choisy-le-Roi où évolue l'équipe de CFA.

En 1997, la municipalité d'Alfortville arrête son soutien au club, pour privilégier le club de l'US Alfortville Football[réf. nécessaire], dont l'équipe fanion évolue en 2009 en division Excellence du district du Val-de-Marne. Sans subvention municipale et sans infrastructure pour la formation, ni stade pour l'équipe fanion et les équipes réserves seniors dans la ville d'Alfortville, le club loue un terrain au Parc Départemental des Sports se situant au Carrefour Pompadour et y joue ses matchs à domicile. 
Pourtant, à partir de cette date, l'ascension du club est rapide : l'équipe fanion est promue en PH en 1998, en DHR en 1999, en DSR en 2000, en DH en 2006. En 2007, l'UJA parvient à glaner le titre en élite régionale et être promue en Championnat de France amateur 2, premier niveau national. La promotion est assurée à deux journées de la fin du championnat de DH Paris Île-de-France, le 6 mai 2007, à l'issue d'un match nul 3-3 contre Le Mée. 
Le 18 mai 2008, sous la conduite de l'entraîneur Aderito Moreira, dont c'est la troisième saison de rang, l'UJA Alfortville signe sa promotion en championnat de France amateur à l'issue d'un match décisif à Évreux, lors de l'avant-dernière journée de championnat. 
À la suite de cette nouvelle promotion, le président de l'UJA, Gilles Baudu envisage un temps de rebaptiser le club en UJA Paris, puis en UJA Paris-Alfortville, avant de renoncer à toute modification. Le club garde son nom inchangé, tandis que le nom d'UJA Paris est exploité par l'agence web We Have a Dream, qui met en place un projet de football participatif pour aider le club, notamment avec l'aide de Michel Moulin, ancien directeur sportif du Paris SG,.

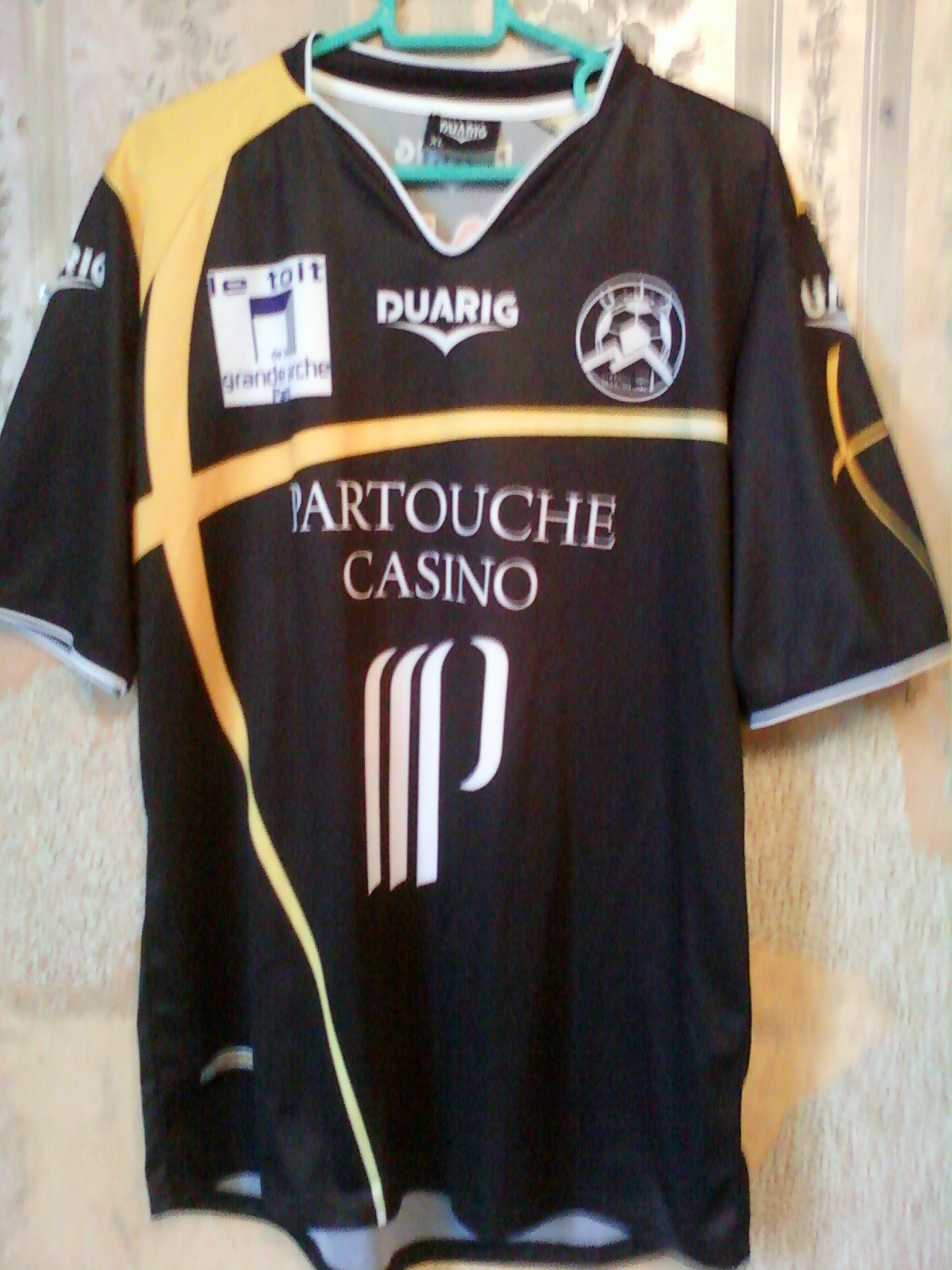
Le maillot domicile du club lors des saisons 2008-2009 et 2009-2010.

Lors de la saison 2008-2009, le club termine à la 12e place du groupe D de CFA et atteint les 1/32 de finale de la Coupe de France. Contrairement à ce qui avait été espéré, aucun match de championnat à domicile ne se déroule au stade Charléty, seule la rencontre des 1/32 de finale de la Coupe de France contre l'équipe professionnelle du Havre AC est délocalisée au Stade Dominique-Duvauchelle de Créteil.

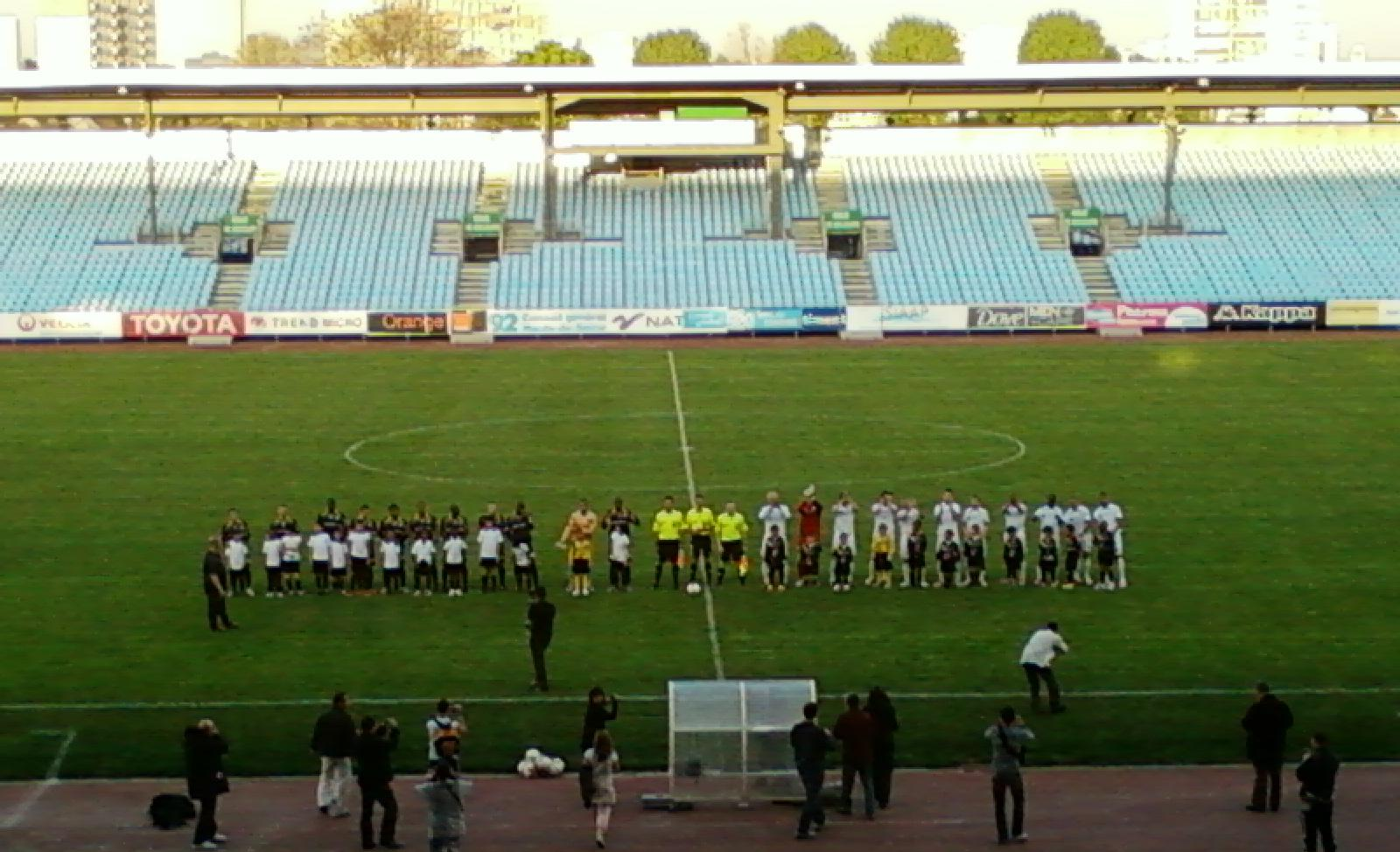
Rencontre de National en 2011

En 2009-2010, le club est reversé dans le groupe A. À la mi-avril et malgré une première moitié de saison encourageante, le club est distancé au classement par les SR Colmar et ce jusqu'à la fin du championnat (105 points pour les SR Colmar, 102 points pour l'UJA Alfortville). Après de nombreux recours afin de récupérer les quatre points perdus sur tapis vert contre la réserve du RC Lens et obtenir la première place du groupe A pour monter en National, le club val-de-marnais est repêché pour la montée en National en tant que meilleur deuxième de CFA à la suite des difficultés financières du RC Strasbourg (finalement repêché lui aussi, ce qui fera un championnat à 21 clubs, au lieu des 20 prévus initialement). L'UJA devient ainsi l'un des tout premiers clubs d'Île-de-France, avec Créteil et le PFC, après le PSG.
En 2010-2011, l'UJA dispute ses douze premiers matches à domicile au Stade Marville, à La Courneuve en Seine-Saint-Denis. Les derniers matches à domicile sont disputés au Stade olympique Yves-du-Manoir de Colombes dans les Hauts-de-Seine . À la fin de la saison, après avoir été pendant presque toute la saison englué dans la zone de relégation, l'UJA Alfortville finit à une décevante vingtième place sur vingt et un (le 21e étant le FC Gueugnon qui a déclaré forfait plusieurs journées avant la fin de la compétition), et est relégué en CFA.

### Une phase de reconstruction (depuis 2011)
De retour en CFA lors de l'exercice 2011-2012, alors que l'équipe a été relégable pendant une grande partie de la saison, elle obtient malgré tout son maintien lors de l'avant-dernière journée, grâce à une victoire 3-2 au Camp des Loges face à la réserve du Paris SG.
En juin 2012, la fusion entre l'UJA (pôle sportif élite) avec le SC Maccabi Paris (pôle loisir) forme l'UJA Maccabi Paris Métropole.
En aout 2013 un accord est trouvé entre l'UJA Maccabi Paris représenté par Pascal Laloux et le Paris Féminin Football club 2009 représenté par son président Philippe dos Santos pour que ce dernier devienne la section féminine officielle de l'UJA Maccabi. Philippe dos Santos en tant que président du Paris Féminin Football Club.
En mars 2014, Gilles Baudu, (président de l'ex UJA Alfortville) est poussé vers la sortie par la direction du Maccabi et fera parvenir une lettre de démission par l'intermédiaire de son avocat.
En février 2016, c'est au tour de Philippe dos Santos de démissionner de l'UJA Maccabi.

### La chute au niveau régional
En 2017, commence la descente aux enfers. Pour commencer sa chute, le club descend Division d'Honneur/Régional 1 après dix années au niveau CFA et national puis en Régional 2 et peu après en Régional 3. Il doit repartir de zéro avec de nouveaux dirigeants et de nouvelles méthodes afin retrouver son lustre d'antan sachant que le club  reste bien implanté dans le sud-est parisien autour de la Porte Dorée ainsi que dans sa proche banlieue d'Alfortville.

## Palmarès
| Compétitions nationales                                                                                                | Compétitions régionales |
| --- | --- |
| - CFA (4e niveau national) - Deuxième du groupe A en 2010. - CFA 2 (5e niveau national) - Premier du groupe H en 2008. | - DH Paris Ile-de-France (1er niveau régional) - Champion en 2007 - Division Supérieure Régionale (2e niveau régional) - Champion en 2006 |

## Bilan saison par saison

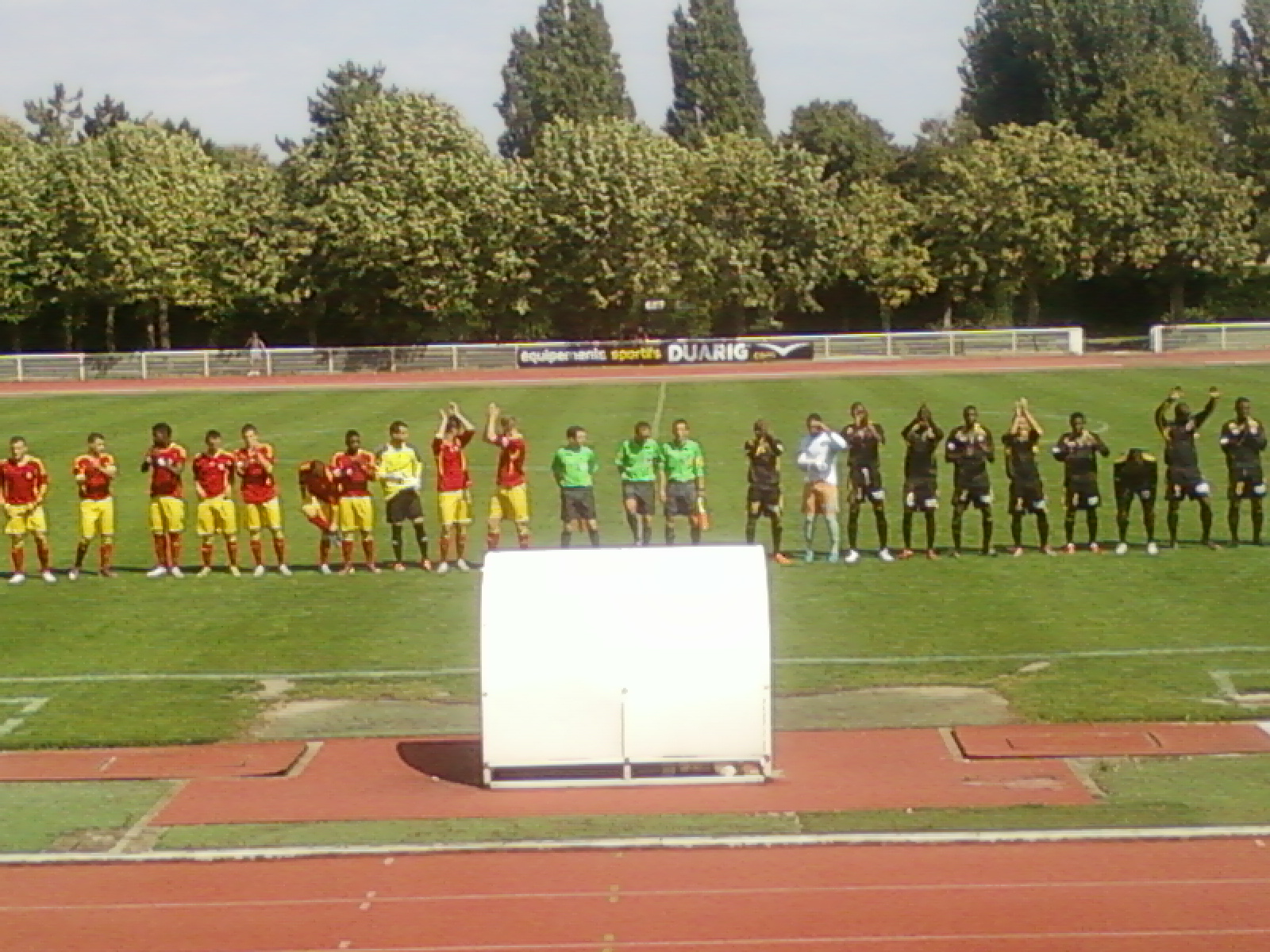
Présentation des équipes lors du match UJA - RC Lens B du 21 août 2011

| Saison    | Division   | clas. | Pts. | M.J. | Vic. | Nuls | Déf. | B.P. | B.C. | D.B. | Moy. Spec. | Coupe de France |
| --------- | ---------- | ----- | ---- | ---- | ---- | ---- | ---- | ---- | ---- | ---- | ---------- | --------------- |
| 2005/2006 | DSR Paris  | 1er   |      |      |      |      |      |      |      |      | n.c.       | tour prélim.    |
| 2006/2007 | DH Paris   | 1er   |      |      |      |      |      |      |      |      | n.c.       | tour prélim.    |
| 2007/2008 | CFA2-H     | 1er   | 97   | 30   | 21   | 4    | 5    | 61   | 17   | +44  | n.c.       | tour prélim.    |
| 2008/2009 | CFA-D      | 12e   | 74   | 34   | 10   | 10   | 14   | 40   | 43   | -3   | n.c.       | 1/32 de finale  |
| 2009/2010 | CFA-A      | 2e    | 102  | 36   | 19   | 10   | 7    | 56   | 37   | +19  | 213        | 4e tour         |
| 2010/2011 | National   | 20e   | 28   | 40   | 6    | 10   | 24   | 36   | 79   | -43  | n.c.       | 5e tour         |
| 2011/2012 | CFA-A      | 15e   | 66   | 34   | 7    | 11   | 16   | 36   | 55   | -19  | 166        | 8e tour         |
| 2012/2013 | CFA-B      | 17e   | 69   | 34   | 7    | 14   | 13   | 25   | 33   | -8   | n.c.       | tour prélim.    |
| 2013/2014 | CFA2-A     | 8e    | 57   | 26   | 9    | 5    | 12   | 27   | 29   | -2   | n.c.       | tour prélim.    |
| 2014/2015 | CFA2-D     | 8     | 58   | 26   | 8    | 8    | 10   | 27   | 28   | -1   | n.c.       | 5e tour         |
| 2015/2016 | CFA2-H     | 12    | 58   | 26   | 9    | 5    | 12   | 30   | 38   | -8   | n.c        | 8e tour         |
| 2016/2017 | CFA2-B     | 14    | 24   | 26   | 5    | 9    | 12   | 26   | 44   | -18  | n.c        | 5e tour         |
| 2017/2018 | Régional 1 |       |      |      |      |      |      |      |      |      |            |                 |
| 2018/2019 |            |       |      |      |      |      |      |      |      |      |            |                 |
| 2019/2020 |            |       |      |      |      |      |      |      |      |      |            |                 |

## Personnalités du club

### Entraîneurs
- 2009-2010 :  Azzedine Meguellatti
- Juillet 2012-novembre 2012 :  Christophe Taine
- Novembre 2012-octobre 2013 : David Boulanger
- Octobre 2013-2016 :  Fabien Valéri
- Juillet 2016-juillet 2017 :  David Le Garcher
- Juillet 2017-décembre 2017 : Abèss Ousfane
- Janvier 2018 : Kuba Zazi

### Anciens joueurs
- Wissam Ben Yedder
- Jean-Eudes Maurice
- Odaïr Fortes
- Jonathan Bamba
- Leny Yoro